# Chiesa di Santa Maria Assunta (Ponso)
La chiesa di Santa Maria Assunta è la parrocchiale di Ponso, in provincia e diocesi di Padova; fa parte del vicariato di Este.

## Storia

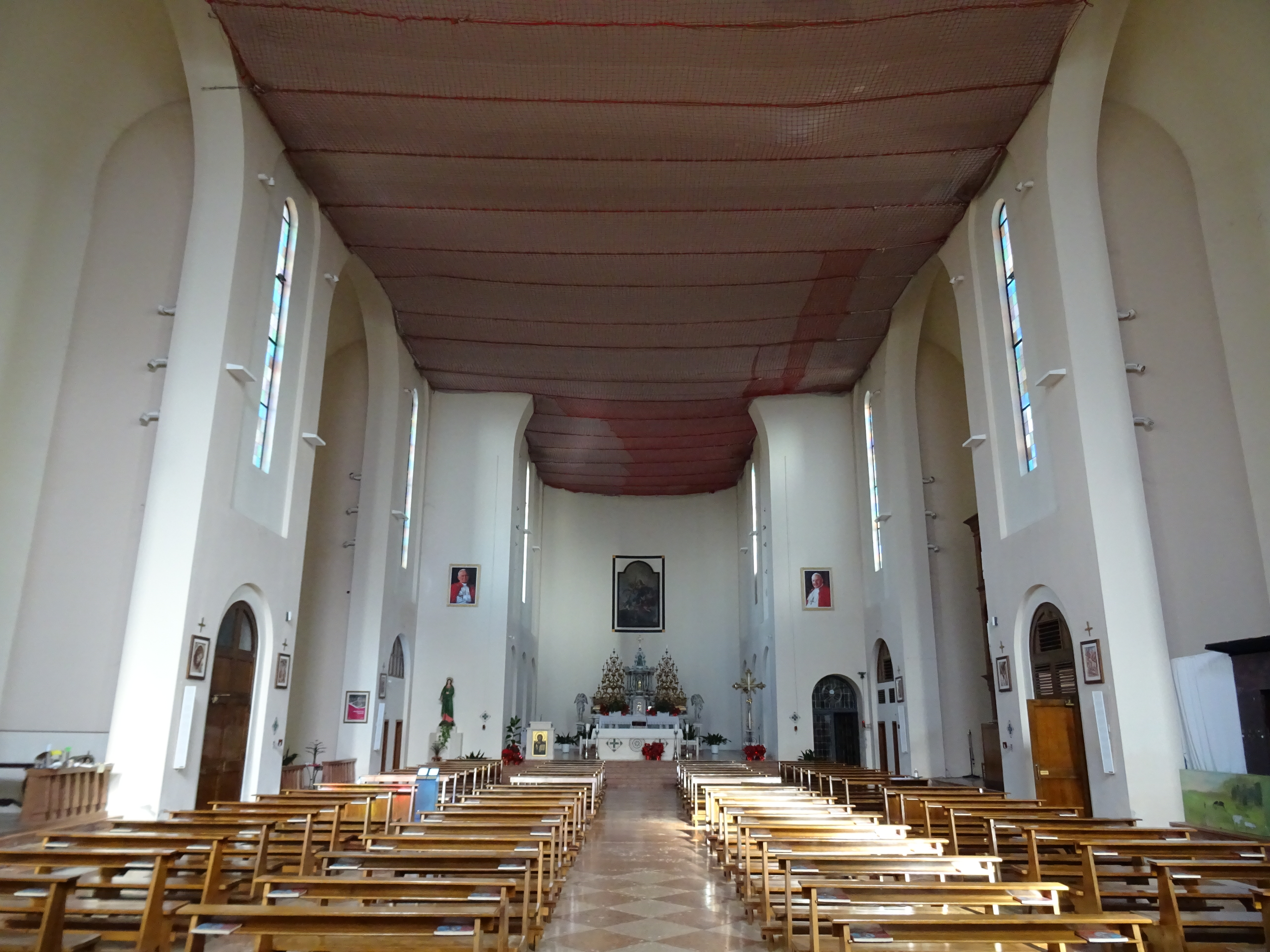
Interno

Già nel X secolo risultava esistente una chiesa parrocchiale a Ponso intitolata all'Assunzione di Maria; inoltre, in paese sorgevano anche un'altra parrocchiale, dedicata a san Michele Arcangelo, e la filiale di San Silvestro, mentre nelle campagne fuori dal centro abitato si trovava la chiesa di Santa Maria dei Prati.
Nel 1144 la chiesa di Santa Maria fu presa sotto la protezione di papa Lucio II, mentre quella di San Michele era pertinenza dai monaci di Santa Maria della Vangadizza.
Dopo il 1571, anno della visita pastorale del vescovo Nicolò Ormaneto, l'originaria chiesa venne dismessa e ne fu edificata una nuova alla distanza di circa un miglio da quella precedente; i lavori erano terminati da poco quando nel 1587 giunse in paese il vescovo Federico Cornaro durante la sua visita.
Nel 1683 la chiesa fu riedificata; di questo intervento si trova traccia negli atti relativi alla visita compiuta in quell'anno dal vescovo Gregorio Barbarigo.

Nel 1871, dal momento che la chiesa non era più sufficiente a soddisfare le esigenze della popolazione, prese inizio un intervento di ampliamento, poi ultimato nel 1885, che portò all'allungamento di 10 m della navata, alla sostituzione del pavimento e alla realizzazione di quattro cappelle laterali; la consacrazione venne impartita il 25 maggio 1937.
Tuttavia, nella notte tra il 27 e il 28 aprile 1945 la chiesa e il campanile, assieme ad alcune case del paese, furono completamente distrutti durante un bombardamento.
La prima pietra della nuova parrocchiale venne posta il 4 settembre 1946; la chiesa fu aperta al culto il 21 novembre 1949, mentre il campanile venne inaugurato il 24 agosto 1957. La consacrazione fu poi celebrata il 19 novembre 2000 dal vescovo di Padova Antonio Mattiazzo.

## Descrizione

### Esterno
La facciata della chiesa, a capanna, presenta inferiormente come basamento una fascia in trachite, sopra la quale vi sono dei filaretti di mattoni, mentre per il resto è rivestita in laterizio a faccia vista; ai lati vi sono due grandi nicchie ospitanti altrettante finestre, mentre al centro, inscritti in un arco a tutto sesto, si aprono il portale d'ingresso e il rosone.

### Interno
L'interno della chiesa si compone di un'unica navata, lunga circa 38 m e larga 15, sulla quale si affacciano gli sfondamenti in cui sono collocati gli altari laterali; al termine si sviluppa il presbiterio, a sua volta chiuso dall'abside.

L'opera di maggior pregio qui conservata è il dipinto a olio raffigurante la Beata Vergine Assunta, eseguito nel 1772 da Angelo Da Campo.